# Vibrissina zonata
Vibrissina zonata là một loài ruồi trong họ Tachinidae.